# Принудительный труд в СССР

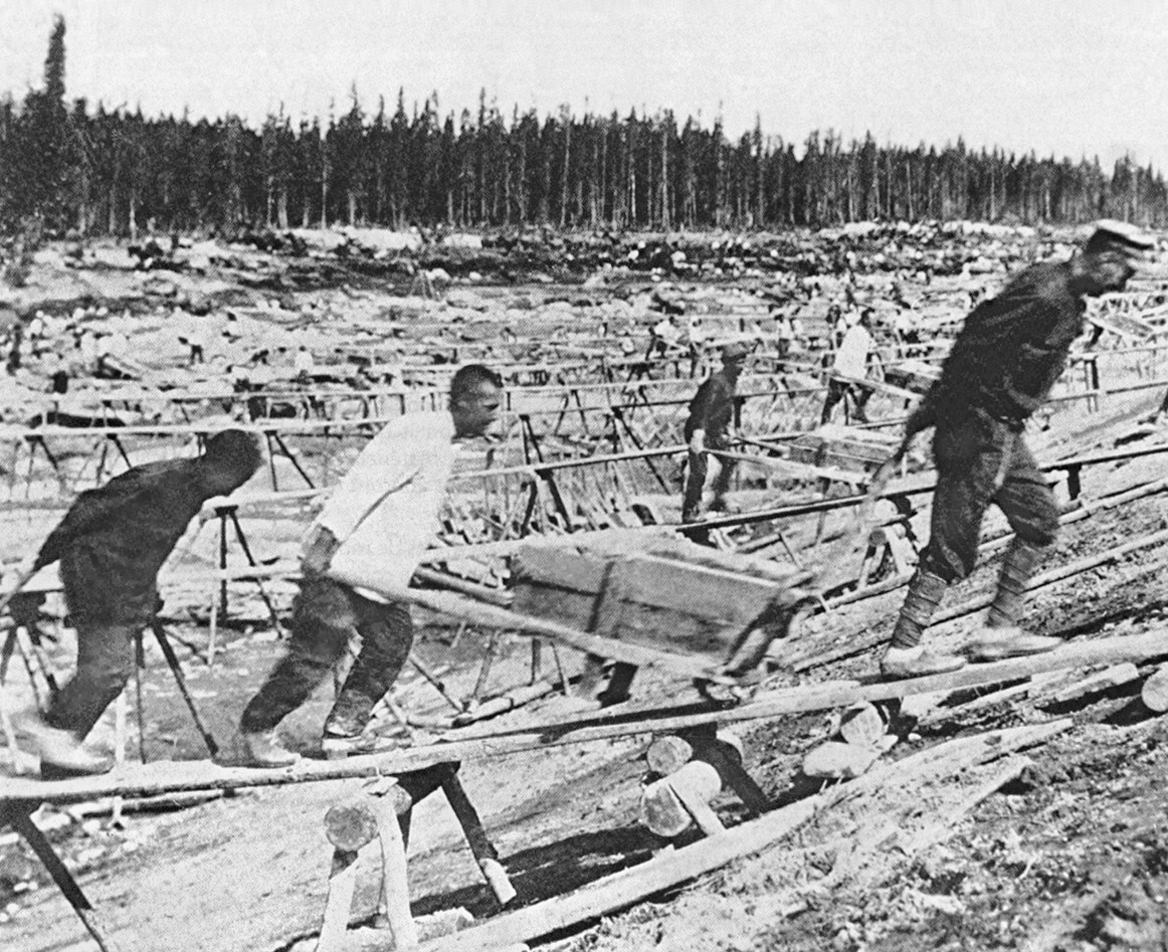
Заключенные на Беломорканале

Принуди́тельный труд широко использовался на протяжении всей истории СССР. С первых дней после захвата власти правительство Ленина использовало принудительный труд для подчинения населения.  Начиная с 1929 года, центр тяжести сместился на экономику: труд заключенных и колхозников использовался для финансирования индустриализации. После войны принудительный труд использовался для масштабных государственных проектов и восстановления страны. Использование труда заключённых достигло максимума в 1950-е годы и постепенно уменьшилось после смерти Сталина. Принудительный труд широко использовался в труднодоступных регионах страны при лесозаготовках, строительстве и добыче полезных ископаемых.

## Первые годы советской власти
Теоретики большевизма придавали принудительному труду исключительное значение для удержания населения в повиновении.  Ещё до захвата власти Ленин писал:

Нам надо не только сломить какое бы то ни было сопротивление. Нам надо заставить работать в новых организационно-государственных рамках, ... поставить их на новую государственную службу. И мы имеем средство для этого.  Это средство — хлебная монополия, хлебная карточка, всеобщая трудовая повинность. «Кто не работает, тот не должен есть» — вот основное, первейшее и главнейшее правило, которое могут ввести в жизнь и введут Советы рабочих депутатов, когда они станут властью....

В соответствии с этой концепцией, основным средством принуждения к труду на кабальных условиях, режим Ленина сделал систему принудительного распределения продовольствия.
Большевики оставляли рабочим мало выбора в отношении условий и оплаты труда. В июле 1918 года Конституция России ввела обязательную трудовую службу, которая должна была начаться немедленно. Затем, в 1919 году, Трудовой кодекс России внес исключения в отношении пожилых и беременных женщин, а также внес изменения в положения об обязательном труде, включая то, что работникам будет предоставлена возможность работать по своей профессии, если такая возможность будет доступна. Если такой возможности не было, работники должны были бы согласиться на доступную работу. Заработная плата была установлена с 1917 года Верховным советом народного хозяйства, а рабочий день должен был быть установлен на восемь часов, но рабочий и работодатель могли договориться о сверхурочной работе. Были также определены условия для добровольной работы, которую нужно было исполнять по субботам и воскресеньям. Женщины и дети были исключением, и для них были установлены особые условия. В конце 1919 — начале 1920 года была введена милитаризация труда, поддержанная как Троцким, так и Лениным. В последующие годы при сталинском режиме у рабочих будет ограничиваться свобода в выборе труда и будет организован ГУЛАГ.

## ГУЛАГ
ГУЛАГ, или Главное управление лагерей, — трудовые лагеря, образовывавшие систему колоний и специальных поселений. Исследование советских архивов 1993 года показало, что с 1929 по 1953 год через систему ГУЛАГа прошло от 14 до 18 миллионов человек. Ещё 10—11 миллионов человек были депортированы или уже находились в пенитенциарной системе в то время. Точных или официальных архивных записей до 1929 года нет. Система ГУЛАГа была изолирована до такой степени, что связь между различными лагерями была ограничена или вообще не разрешена, а упоминания о лагерях в прессе не допускались цензурой. Этот институт был отдельным обществом со своей культурой и своими правилами.  Система ГУЛАГа состояла из более чем 30 000 лагерей, которые были разбиты на три различные категории в зависимости от количества заключенных. В большом лагере обычно содержалось более 25 000 заключенных, в лагере среднего размера — от 5 000 до 25 000, а в самых маленьких — менее 5 000 заключенных. В пенитенциарной системе СССР существовали различные типы мест лишения свободы: тюрьмы, специальные тюрьмы, специальные лагеря, исправительно-трудовые колонии и лагеря специального назначения, такие как тюремные научные институты и конструкторские бюро (шарашки) и лагеря для военнопленных.

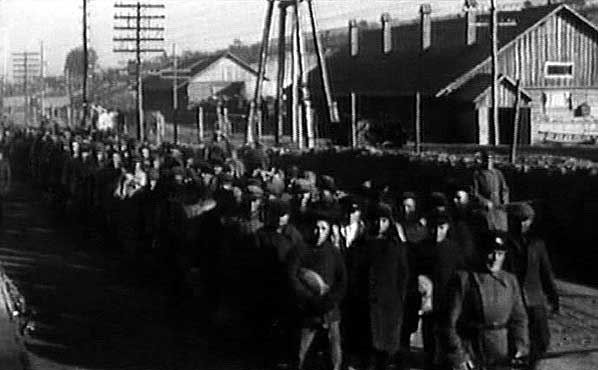
Заключенные на строительстве канала Москва-Волга

Смертность. Когда стали доступны советские архивы, было установлено, что при Сталине через тюрьмы и лагеря прошло от 15 до 18 миллионов человек. В ГУЛАГе погибли около 1,6 миллиона; примерно 800 000 были расстреляны в годы Большого террора; около миллиона людей умерли в ссылке после освобождения из ГУЛАГа.
Официальной целью существования ГУЛАГа было исправление преступников, однако настоящей целью был принудительный труд, который помогал достичь целей Пятилетнего плана, а также обеспечить рабочую силу для государственных проектов.  
ГУЛАГ был закрыт приказом МВД № 020 от 25 января 1960 года. Тем не менее, исправительно-трудовые лагеря для политических и уголовных заключенных продолжали существовать. Политзаключенные продолжали содержаться в одном из самых известных лагерей «Пермь-36» до его закрытия в 1988 году.

## Колхозы
С появлением Советского Союза старая российская система земледелия была преобразована в нечто большее, соответствующее советской доктрине коллективизации. Одним из конечных результатов стал колхоз. Сталин начал настаивать на коллективизации ферм, утверждая, что эффект масштаба поможет уменьшить нехватку зерна, и стремился расширить советский контроль над крестьянами, достаточно богатыми, чтобы владеть землей и нанимать рабочую силу («кулаки»). В конце 1920-х годов Москва настаивала на коллективизации, а в 1930 году ЦК призвал к коллективизации «большинства крестьянских хозяйств». К 1932 году 61 % крестьянских хозяйств принадлежали колхозам, хотя переходный период был далеко не гладким — крестьяне активно сопротивлялись разными способами, включая убой скота. Хотя это увеличило доступное зерно, поскольку животных не нужно было кормить, это резко сократило количество мяса, молочных продуктов и кожи. Поскольку чиновникам было легче отбирать зерно у коллективизированных хозяйств, эти хозяйства в конечном итоге поставляли непропорционально большое количество зерна на рынок в начале 1930-х годов.

Не менее шести миллионов «кулаков» умерли от голода в результате сознательной политики коммунистического государства.
Иосиф Сталин объявил о «ликвидации кулачества как класса» 27 декабря 1929 года Сталин сказал: «Теперь у нас есть возможность провести решительное наступление на кулаков, сломить их сопротивление, уничтожить их как класс и заменить их производство продукцией колхозов и совхозов». Политбюро ЦК Коммунистической партии закрепило решение в постановлении «О мерах по ликвидации кулацких дворов в районах комплексной коллективизации» от 30 января 1930 года. Все кулаки были отнесены к одной из трех категорий:
1. Тех, кто будет расстрелян или заключен в тюрьму по решению местной тайной политической полиции[уточнить]
2. Для отправки в Сибирь, на Север, Урал или Казахстан после конфискации их имущества
3. Тех, кто будет выселен из домов и использован в трудовых колониях в своих районах

Колхозы обычно делились на «бригады» по 15—30 дворов. Со временем они стали более постоянными, а в 1950-х годах были реорганизованы в «сложные бригады». Бригады часто сами делились на «звенья» по несколько человек.
Решение не принимать кулаков в колхозы означало для них либо депортацию, либо физическое уничтожение, либо, в лучшем случае, побег и последующую анонимную жизнь в городе. Коллективизация дала Гулагу первое большое пополнение. На 1 января 1933 года в лагерях содержалось 334 тысячи заключенных, и ещё 1,142 миллиона человек проживало в спецпоселениях. В основном это были жертвы коллективизации.

## Великая Отечественная война
Принудительный труд был инструментом для Советского Союза, и во время индустриализации большевики считали его необходимым инструментом, чтобы избавить страну от внутренних врагов, и в то же время использовать этот труд для содействия укреплению социалистического союза. Эта идея не изменилась и во время войны. Принудительный труд был для Советского Союза способом сажать в тюрьму любого по любой причине, включая, помимо прочего, немцев, поляков, азиатов, советских мусульман, а также советских евреев или всех, кто выглядел евреем. Многие считают советские ГУЛАГи системой, очень похожей на нацистские концентрационные лагеря. Во время Великой Отечественной войны некоторые из этих трудовых лагерей были превращены в лагеря, где содержались военнопленные, и их заставляли работать в ужасных условиях, что привело к высокому уровню смертности. В то же время возникла ещё одна, более суровая форма принудительного труда — каторга. Лишь небольшое количество людей в ГУЛАГе было отправлено в каторгу, а каторга использовалась для тех, кто был приговорен к смертной казни. После подписания Договора о ненападении между Германией и Советским Союзом в 1939 году и Соглашения Сикорского-Майского в 1941 году:
Советский Союз участвовал в разделе Польши. Советские власти объявили Польшу несуществующей, и со всеми бывшими польскими гражданами обращались как с советскими гражданами. В результате этого было арестовано и заключено в тюрьму около 2 миллионов польских граждан, а 1,5 миллиона были депортированы НКВД и другими советскими властями.

## Иностранные граждане
В июле 1937 года, когда стало казаться, что война неизбежна, Сталин приказал изгнать немцев с советской земли на том основании, что они работают на врага. В приказе НКВД также говорилось, что немецкие рабочие были агентами гестапо, посланными для саботажа советских действий. Из 68 000 арестов и 42 000 смертей только треть была фактически немцами; остальные были представителями других национальностей. Буквально через месяц ликвидация поляков также была одобрена Политбюро. Многие другие национальности были задействованы в аналогичных операциях, в том числе, но не исключительно, латыши, эстонцы, румыны, греки, афганцы и иранцы. Арестованных либо расстреляли, либо поместили в систему принудительного труда. Американцы, приехавшие в Советский Союз в поисках работы во время Великой депрессии, умоляли американское посольство выдать им паспорта, чтобы они могли вернуться на родину. Посольство отказалось выдать новые паспорта, а эмигрантов арестовали и отправили в тюрьмы, лагеря ГУЛАГа или расстреляли.
Система лагерей УПВ, отдельная от ГУЛАГа, была создана в 1939 году для использования военнопленных и иностранных гражданских лиц для работы. В конечном итоге он включал несколько сотен лагерей и тысячи вспомогательных лагерей, в которых за годы работы содержались миллионы иностранных заключенных. В лагерях не было единообразия в обращении с заключенными и обеспечении их содержания, но в целом условия были суровыми и могли быть смертельными. Рабочие дни обычно длились 10-14 часов, а лагеря часто характеризовались небезопасными условиями труда, недостаточным питанием и одеждой, а также ограниченным доступом к медицинской помощи.
Советский Союз не подписывал Женевские конвенции и поэтому не был обязан соблюдать его положения, касающиеся военнопленных. Советский Союз сохранял военнопленных после того, как другие страны освободили своих заключенных, однако многие были освобождены после смерти Сталина в 1953 году. Остальные заключенные были освобождены в 1956 году для установления дипломатических отношений с Западной Германией.

## Экономический аспект
Американский экономист Пол Грегори указывал, что кроме политических причин принуждения к труду, характерных для первых лет правления большевиков, к середине 1920-х годов появились и экономические. С началом форсированной индустриализации основная часть государственных средств стала направляться на инвестиции в создание тяжелой промышленности: строительство, закупку оборудования по импорту и так далее. Легкая промышленность и сельское хозяйство развивались недостаточно, что приводило к дефициту продовольствия и потребительских товаров, то есть к снижению покупательской способности денег и фактическому снижению реальных зарплат. Исправить положение путем повышения реальных зарплат государство не желало, фактически перекладывая расходы по индустриализации на плечи трудящихся. В результате пропадали стимулы к труду, падала дисциплина, росла текучесть кадров и количество прогулов, снижалось качество продукции. Появилась поговорка: «Они делают вид что платят, а мы делаем вид, что работаем». Сталин рассчитывал на то, что советские граждане будут работать, вдохновленные перспективой светлого будущего, и со временем возникнет «новый советский человек», согласный приносить жертвы во имя общего блага. Однако эти расчеты не оправдались и выход был найден в виде принуждения к труду административными и уголовными наказаниями. В 1937 году ко всем работникам было применено новое рабочее законодательство, остававшееся в силе вплоть до середины 1950-х годов. Указы 1938-1940 годов фактически прикрепили работников к своим рабочим местам и установили наказание за опоздания и некачественную работу. На пике применения нового законодательства (в 1940 и 1941 годах) более полумиллиона рабочих оказались в тюрьме, и более 3 миллионов человек были подвергнуты суровым взысканиям.